# Lallemand-Fjord
Der Lallemand-Fjord (in Argentinien Bahía Lallemand, in Chile Seno Lallemand) ist ein Fjord der Antarktika mit nordsüdlicher Ausrichtung. 

## Geografie
Der Fjord befindet sich zwischen der Arrowsmith-Halbinsel und der Pernik-Halbinsel an der Loubet-Küste im Westen des Grahamlands. Seine Einfahrt wird vom Holdfast Point und der Roux-Insel gebildet. Er wird von Gletschern gespeist, die von den Hochflächen des Grahamlands nach Westen fließen, darunter der Haefeli-Gletscher, der Finsterwalder-Gletscher und der Sharp-Gletscher. Der Fjord endet nach einer Strecke von rund 48 km im Crystal Sound nahe der Detaille-Insel. 

## Geschichte
Entdeckt wurde der Lallemand-Fjord während der Fünften Französischen Antarktisexpedition (1908–1910) unter der Leitung Jean-Baptiste Charcots. Benannt ist er nach dem französischen Geodäten Charles Lallemand (1857–1938), Mitglied des Bureau des Longitudes und der wissenschaftlichen Kommission der Expedition.
Auf der an der Mündung des Fjords in den Crystal Sound gelegenen Detaille-Insel stehen die Gebäude der 1959 verlassenen britischen Forschungsstation “W”, die 1956 im Rahmen des Internationalen Geophysikalischen Jahres errichtet wurde, jedoch bereits 1959 wegen Schwierigkeiten bei der Versorgung aufgegeben werden musste. Sie gilt als Monument für die Forschungs- und Lebensbedingungen in der Antarktis zum Ende der 1950er Jahre. Von Zeit zu Zeit wird die Detaille-Insel und die Station von Kreuzfahrtschiffen angefahren.